# Yenidoğan, Mutki
Yenidoğan là một xã thuộc huyện Mutki, tỉnh Bitlis, Thổ Nhĩ Kỳ. Dân số thời điểm năm 2011 là 818 người.